# Desa Kabaru
Desa Kabaru är en administrativ by i Indonesien.   Den ligger i provinsen Nusa Tenggara Timur, i den södra delen av landet, 1 600 km öster om huvudstaden Jakarta. Desa Kabaru ligger på ön Pulau Sumba.